# Hasan Abdal
Hasan Abdal és una vila en ruïnes al districte d'Attock al Pakistan, província del Panjab (Pakistan). Forma part del grup d'antigues ciutats a l'entorn de l'antiga Tàxila i està situada a 33° 48′ 56″ N, 72° 44′ 41″ E / 33.81556°N,72.74472°E.
El viatger i peregrí xinès Hwen Thsang va visitar al segle vii la cisterna del Rei Serp, Elepatra, que ha estat identificada amb la font de Baba-Wali o Panja-Sahib, situada a Hasan Abdal. Aquesta font sagrada està plena de llegendes budistes, bramàniques i musulmanes. Un capella anomenada de Panja Sahib, es troba a uns 2 km de les ruïnes i al seu peu hi ha la cisterna, quadrada, amb algunes restes de temples a la rodalia (a l'oest). El turó de Hasan Abdal on es troben les restes, fou elogiat pels emperadors mogols per la seva bellesa; al sud de la capella, a l'altre costat del riu Haroh, hi ha els jardins de Wah, on els emperadors s'aturaven en els seus viatges a Caixmir, però avui dia convertits en jungla. En el costat oposat del riu hi ha una tomba d'una de les dones d'Akbar el Gran.